# Peters Lake, Frontenac County
Peters Lake är en sjö i Kanada.   Den ligger i countyt Frontenac County och provinsen Ontario, i den sydöstra delen av landet, 140 km sydväst om huvudstaden Ottawa. Peters Lake ligger 123 meter över havet. Arean är 0,16 kvadratkilometer. Den sträcker sig 0,9 kilometer i nord-sydlig riktning, och 0,6 kilometer i öst-västlig riktning.
Omgivningarna runt Peters Lake är en mosaik av jordbruksmark och naturlig växtlighet. Runt Peters Lake är det ganska tätbefolkat, med 75 invånare per kvadratkilometer.